# Komunistyczna Partia Indii
Komunistyczna Partia Indii (hindi भारतीय कम्युनिस्ट पार्टी, ang. Communist Party of India, CPI) – partia komunistyczna działająca w Indiach.

## Historia
Została założona w 1925 roku. W 1934 roku została zdelegalizowana przez brytyjskie władze kolonialne. Zalegalizowana w 1942 roku. Zajmowała pozycje prosowieckie, za co otrzymywała pomoc finansową ze strony tegoż mocarstwa. W latach 1957–59 tworzyła pierwszy komunistyczny rząd Kerali. W 1962 roku poparła rząd indyjski w wojnie z Chinami. W 1964 roku w partii nastąpił rozłam. Grupa secesjonistów założyła Komunistyczną Partię Indii (Marksistowską). Rozłamowcy zajęli pozycje prochińskie i sprzeciwiali się współpracy KPI z Indyjskim Kongresem Narodowym. KPI popierała Indyjski Kongres Narodowy w jego etatystycznym i socjalistycznym programie. Sojusz między Kongresem a KPI istniał w okresie przewodnictwa Shripad Amrit Dange (1962-1981). Partia rządziła lub współrządziła w kilku stanach. Szczyt popularności partii przypadł w 1977 roku gdy liczba jej członków osiągnęła około 600 tysięcy. Do dziś ugrupowanie regularnie zdobywa po kilka mandatów do parlamentu i legislatyw stanowych.
Z partią ściśle powiązany jest Ogólnoindyjski Kongres Związków Zawodowych (AITUC). Organem zarządzającym kieruje prezydent krajowy Ramendr Kumar i sekretarz generalna Amarjeet Kaur, oboje związani z CPI. 